# Елејн (Арканзас)
Илејн (енгл. Elaine) град је у америчкој савезној држави Арканзас.

## Демографија
По попису из 2010. године број становника је 636, што је 229 (-26,5%) становника мање него 2000. године.
| Група             | 2000.       | 2010.       |
| Белци             | 327 (37,8%) | 231 (36,3%) |
| Афроамериканци    | 503 (58,2%) | 387 (60,8%) |
| Азијати           | 0 (0,0%)    | 1 (0,2%)    |
| Хиспаноамериканци | 52 (6,0%)   | 9 (1,4%)    |
| Укупно            | 865         | 636         |